# Duane Peters
Duane Thomas Peters (* 12. června 1961, Anaheim) je profesionální skateboardista, punk rockový zpěvák a skladatel. Ve světě skateboardingu byl aktivní od roku 1975, známý je jako frontman kalifornské punk rockové kapely U.S. Bombs, která vznikla v roce 1993. Jeho přezdívka „The Master of Disaster“ se odráží v názvu nahrávací společnosti Disaster Records i v názvu jeho módní značky DISASTR77.

## Skateboarding
Duane byl v sedmdesátých letech jedním z nejúspěšnějších nováčků na tehdy rychle rostoucí skateboardové scéně. Díky svému rychlému a agresivnímu stylu se vypracoval v jednoho z nejvlivnějších skateboardistů své doby. Peters stál za revoltou skaterů, kteří se odchýlili od obecných módních trendů sedmdesátých let. Skateboardovou scénu infikoval punk rockem, v soutěžích jezdil na hudbu Black Flag (a dalších punkových kapel) z kazet, které si přinesl a nechal přehrát. Zbavil se dlouhých vlasů a „ježka“ si odbarvil na blond, závodil v ustřižených roztrhaných džínách a neznačkových tričkách s motivy lebek. Většinu triků často vymýšlel až během jízdy, respektive obvyklé triky obměňoval a tím vznikaly zbrusu nové. Petersovi je připisováno „autorství“ triků „acid drop“ (skok z hrany přímo do rádiusu), „layback grind“, „indy air“, „sweeper“, „backside layback grind revert“, „fakie hang-up“ (aka „disaster“), „invert revert“, „fakie thruster“ a „loop of death“ (rotace o 360 stupňů ve speciální rampě – smyčce). Spolu s Neilem Blenderem vypiloval „footplant“ do dynamičtějšího „fastplantu“.
Během své kariéry byl sponzorován značkami Hobie, Lazer, Santa Cruz, Skull Skates, Beer City Records/Skateboards, Vision, Dogpile, Independent, Black Label/Pocket Pistols ad. V roce 2003 ho časopis Transworld Skateboarding ocenil titulem „Legenda skateboardingu“ a v roce 2015 byl uveden do Skateboardové síně slávy.
Peters si 16x zlomil klíční kost, několikrát ruce, nohu a postupně všechny prsty na rukou a nohou. Některá z těchto zranění si způsobil na skateboardu, další byly důsledkem fyzické interakce s policisty, nebo následkem nehod na motocyklech a v automobilech zapříčiněných řízením pod vlivem alkoholu a drog.

## Drogy
Peters s nimi měl první zkušenost v 16 letech. Po pádu na skateboardu si zlomil levou ruku tak nešťastně, že se uvažovalo dokonce o amputaci. Lékařům se podařilo ruku zachránit, ale léky obsahující velké množství morfia zanechaly na Petersovi stopy. Začátkem osmdesátých let se odstěhoval do San Francisca, kde se stal členem skate gangu „The Jaks“. Zde přišel do intenzivního kontaktu s alkoholem a tvrdými drogami. Stále se účastnil skateboardových soutěží, ale kvůli nezdravému životnímu styly a užívání drog zaostával za nováčky vertikálního skateboardingu – Tony Hawkem, Steve Caballerem, Mike McGillem a Lance Mountainem. Peters žil v té době s přítelkyní Evou, se kterou měl dva syny. Vzhledem k jeho závislosti a tomu, že si jeho přítelkyně musela odpykat trest odnětí svobody za podvody s kreditními kartami, byli oba synové Schuyler (1985) a Chelsea „Chess“ (1987) předáni sociálními pracovníky Eviným prarodičům. Od té doby nesměl Duane své děti vídat. Na počátku devadesátých let užíval drogy tak extrémně, že byl dvakrát na pohotovosti prohlášen za klinicky mrtvého. Lékařům se ale vždy podařilo přivést ho zpět k životu. „Mistr katastrof“ přestal s heroinem po patnáctileté drogové závislosti a šesti nebo sedmi pobytech za mřížemi.
V polovině devadesátých let mu byl umožněn přístup k dětem a vyvinul se mezi nimi velmi blízký vztah. Peters se znovu objevil na skate scéně, jezdil za Beer City Skateboards a na konci devadesátých let ho bylo možné potkat na skateboardových závodech, kde ve třídě veteránů soutěžil s kolegy ze starých časů (Christian Hosoi, Dave Duncan, Jay Adams nebo Steve Alba). Duane byl stále profesionálním jezdcem týmu značky Pocket Pistols Skates (dceřiná společnost Black Label Skateboards).
V květnu 2005 vydali Black Labels Petersův životopisný film s názvem Who Cares: The Duane Peters Story. Další dokument, plánovaný společností HavocTV o Petersově přítelkyni Corey Parksové a její cestě k abstinenci, zůstal nerealizován.

## Osobní život
V roce 2004 se Peters oženil s Corey Parksovou, basistkou a spoluhráčkou z kapely Die Hunns a toho roku se jim také narodil syn Clash Thomas. Narození třetího potomka přimělo Peterse k tomu, aby na čas omezil užívání alkoholu. Znovu a znovu se pokoušel o abstinenci, ale vždy neúspěšně. Dalším důvodem jeho recidivy byla náhlá smrt syna Chesse v roce 2007. Recidiva byla tak závažná, že celé turné kapely Die Hunns muselo být zrušeno a v roce 2009 se s Corey rozvedli. V únoru 2014 byl Peters obviněn z napadení své přítelkyně v jejich domě v Long Beach v Kalifornii. Poté, co se k obvinění přiznal, byl odsouzen k pětileté podmínce a byly mu nařízeny návštěvy poradenského programu o domácím násilí, 60 dní veřejně prospěšných prací a na dobu 10 let mu soud zakázal kontakt s bývalou přítelkyní.

## Hudební kariéra
Peters byl aktivní jako zpěvák punk rockových kapel Political Crap, Exploding Fuck Dolls, U.S. Bombs, Die Hunns (původně Duane Peters and The Hunns) a Duane Peters Gunfight. Dříve byl spojen se dvěma nahrávacími společnostmi – Disaster Records a později s Indian Recordings.
V roce 1993 Peters opustil The Exploding Fuck Dolls a spojil se s Kerry Martinezem, aby založili novou skupinu s názvem U.S. Bombs. V té Duane působil jako zpěvák a textař. Od roku 2000 hrál s Robem Miluckym v nové kapele The Hunns. Skupina vydala tři kompletní alba za pouhé dva roky. V roce 2002 se na koncertě The Damned seznámil Peters se svou budoucí ženou, Corey Parksovou, která právě opustila kapelu Nashville Pussy. Parksová se připojila k Duane Peters and The Hunns jako basistka, skupina si změnila jméno na Die Hunns a nahrála čtvrté album s názvem „Long Legs“.
U.S. Bombs navštívili třikrát i Českou republiku, naposledy odehráli v čele s Duanem Petersem koncert 17. listopadu 2013 v pražském klubu Futurum. V březnu 2015 Peters zveřejnil na Instagramu příspěvek „The Bombs 1993–2013 RIP“ a v samostatném příspěvku potvrdil, že se kapela rozpadla. Na jaře 2017 ale (opět na Instagramu) oznámil, že se chystá dát dohromady skupinu se zcela novým obsazením. U.S. Bombs naplánovali na konec léta 2017 turné po západním pobřeží USA. Kapela nahrála u Slope Records 7 palcové album coververzí The Clash a 23. listopadu 2018 vyšlo (po dvanáctileté pauze) album „Road Case“.

## Diskografie

### Political Crap
- Appearance on Who Cares compilation (LP)
- „Slow Death“ (7")
- Exploding Fuck Dolls
- „American Bomb“ (7")
- Crack the Safe (LP)
- Dog Singles & Live (double CD, vinyl)

### U.S. Bombs
- „Scouts of America“ (EP, 1994, Vinyl Dog Records)
- Put Strength in the Final Blow (LP, 1995, Vinyl Dog Records)
- „U.S. Bombs“ (EP, 1996, Alive Records)
- Garibaldi Guard! (LP, 1996, Alive Records)
- Jaks/The Way It Ends (10" picture disc, 1997, Outsider records)
- „Outtakes From a Beer City Basement“ (7", 1997, Beer City Records)
- Never Mind the Opened Minds (LP, 1997, Alive Records)
- War Birth (LP, 1997, Hell-Cat Records)
- „U.S. Bombs/The Bristles split“ (7", 1998, Beer City Records)
- „Hobroken Dreams“ (7", 1999, TKO)
- The World (LP, 1999, Hell-Cat Records)
- Put Strength in the Final Blow C.D. (LP, 1999)
- „Tora Tora Tora!/Yer Country“ (7", 2001, TKO records March)
- „Great Lakes of Beer“ (7", 2001, Beer City Records)
- Back at the Laundromat (LP, 2001, Hell-Cat Records)
- Lost America: Live 2001 (2002, live album)
- „Art Kills/Framed“ (7", 2003, TKO records)
- Covert Action (LP, 2003, Hell-Cat Records)
- Put Strength in the Final Blow: The Disaster Edition (LP, 2003, Disaster Records)
- Bomb Everything (2003, kompilace pro australský trh)
- „We Are the Problem/Heartbreak Motel“ (7", 2006, Sailor’s Grave Records)
- We Are the Problem (LP, 2006, Sailor’s Grave Records; August 2006, Enemy No. 1 Records)
- Death From Above (10" picture disc, 2013, DIY)
- Generation Kennedy No More (2013, DIY kompilace demonahrávek, raritních a nevydaných skladeb)
- „Clash Tribute“ (7", 2017, Slope Records)
- „Hollywood Gong Show“ (7", 2017, Slope Records)
- Road Case (LP, 2018, Slope Records)

### Die Hunns
- „Not Gonna Pay“ (7")
- Unite (LP)
- Tickets to Heaven (LP)
- Split with The Revolvers EP
- Wayward Bantams (LP)
- „Wild“ (7")
- Long Legs (LP)
- „Time Has Come Today“ (7")
- „Marshall Law“ (7" split with Radio One)
- You Rot Me (LP)
- Live Fast… Die Hunns (LP)
- Live In Chi-Town (DVD, Ambervillain Films)

### Duane Peters Gunfight
- „Hell Mary“ / „Gunfighter“ (7")
- Duane Peters Gunfight (LP)
- „Split W / GG Allin“ (7", US a UK verze)
- „Forever Chess“ (7")
- Checkmate (LP)
- The Great Unwashed (LP)
- Beautiful Tragedy (LP)

## Módní ikona
Duane Peters několik let provozoval vlastní značku pod názvem „DISASTR77“ odkazující na punk rockovou módu sedmdesátých let (zejména 1977). Kromě triček s vlastními motivy byly k dispozici limitované edice uměleckých potisků, které vytvořili známí skateři (např. Jason Adams). V roce 2009 navrhl Peters limitovanou edici klasických brýlí „Police & Thieves“ pro výrobce slunečních brýlí Tres Noir v jižní Kalifornii. Díky tetování, která pokrývají většinu jeho těla, je Peters sám o sobě uměleckým dílem.